# Coiba
Coiba là hòn đảo lớn nhất ở Trung Mỹ với diện tích  503 km2 (194 dặm vuông Anh). Nó nằm ở ngoài khơi bờ biển Thái Bình Dương thuộc huyện Montijo, tỉnh Veraguas, Panama.

## Lịch sử
Đảo Coiba tách ra khỏi lục địa Panama vào khoảng 12.000 đến 18.000 năm trước, khi mực nước biển tăng lên, chia cắt hòn đảo với đất liền. Thực vật và động vật trên hòn đảo đã bị cô lập từ các quần thể động thực vật lục địa. Hòn đảo này là nơi có nhiều loài đặc hữu, trong đó có loài Khỉ rú đảo Coiba, Agouti Coiba và Cranioleuca vulpina dissita.
Coiba là quê hương của những người Thổ dân châu Mỹ Coiba Cacique cho đến khoảng năm 1560, khi họ đã bị những người Tây Ban Nha chinh phục và buộc phải làm nô lệ. Năm 1919, một nhà tù thuộc địa được xây dựng trên đảo và trong những năm đó, Panama bị cai trị dưới chế độ độc tài Omar Torrijos và Manuel Noriega. Nhà tù trên Coiba là một nơi đáng sợ bậc nhất về tàn bạo, tra tấn cực đoan, hành quyết và giết người chính trị. Không ai biết chính xác có bao nhiêu người đã bỏ mạng tại nhà tù trong thời gian này, nhưng nguồn tin cho rằng số lượng có thể là gần 300 người. Như vậy, hòn đảo này gần như là vắng bóng người dân địa phương, và ngoài nhà tù trên đảo thì các hoạt động kinh tế khác là hoàn toàn không phát triển.
Sau khi nhà tù bị đóng cửa vào năm 2004, tình trạng nguyên sơ lý tưởng của nó làm cho nó được quản lý như một khu bảo tồn. Hòn đảo cũng là một trong những nơi cuối cùng ở Trung Mỹ có thể được tìm thấy loài Vẹt hồng tuyệt đẹp với số lượng lớn trong tự nhiên. Hòn đảo này được bảo vệ với khoảng 75% là rừng, với một phần lớn trong số đó là những khu rừng cổ thụ. Đảo Coiba là quê hương của những loài thực vật quý hiếm chỉ được tìm thấy trên đảo. Hòn đảo này cũng nuôi dưỡng các loài cây đã biến mất khỏi đại lục do nạn phá rừng và khai thác quá mức.
Năm 1992, hòn đảo đã trở thành một vườn quốc gia và vào năm 2005, UNESCO đã tuyên bố toàn bộ Vườn quốc gia đảo Coiba là một di sản thế giới.

## Tự nhiên
Địa hình ngầm dưới biển của đảo Coiba được liên kết bởi các dãy núi ngầm chạy từ đảo Cocos tới quần đảo Galapagos. Các nhà khoa học đến từ Viện nghiên cứu nhiệt đới Smithsonian đã tuyên bố nó một điểm đến tuyệt vời để khám phá các loài mới. Rachel Collin, một điều phối viên dự án Smithsonian cho biết: "Thật khó để tưởng tượng, trong khi lặn xung quanh một hòn đảo nhiệt đới quá gần với Hoa Kỳ, lại có một nửa các loài động vật bạn nhìn thấy mà khoa học chưa biết đến".
Vị trí độc đáo của nó bảo vệ nó khỏi những cơn gió mạnh và hiện tượng El Nino, cho phép nó duy trì sự phát triển liên tục của các loài sinh vật biển bao gồm cả cá voi, cá nhà táng, rùa biển, cá mập thiên thần, cá nhám hổ và những đàn cá sặc sỡ khổng lồ bơi lội. Đây cũng là nơi ẩn náu cuối cùng cho một số loài động vật cạn bị đe dọa như đại bàng mào, một số phân loài của loài gặm nhấm Agouti, thú có túi và khỉ rú đảo Coiba.
Vùng biển tiếp giáp đầy ắp các loài sinh vật biển. Hòn đảo được bao quanh bởi một trong những rạn san hô lớn nhất trên bờ biển Thái Bình Dương của châu Mỹ. Tại vịnh Chiriqui cung cấp một môi trường độc đáo cho việc lặn. Các hải lưu ấm đưa đến cùng nó san hô và nhiều sinh vật ngầm nhiệt đới Thái Bình Dương mà người ta sẽ không thể mong đợi trên bờ biển Thái Bình Dương của Mỹ. Vùng biển quanh đảo ghi nhận 760 loài cá từ những loài động vật có vú như cá voi lưng gù, cá mập, cá mập voi, đến những loài nhỏ hơn như cá hồng, cá nhồng, cá cam, và ba loại cá cờ...